# Kurt Bligaard Pedersen
Kurt Bligaard Pedersen (* 1959) ist ein dänischer Manager und ehemaliger politischer Beamter.
Nach Schulbesuch, 2-jähriger Tätigkeit beim Zivilschutz und einem von 1981 bis 1988 absolvierten Studium der Politikwissenschaft an der Universität Aarhus arbeitete er bis 1992 für die Parlamentsfraktion der Socialdemokraterne und danach bis 1996 im Finanzministerium, wo er zunächst Abteilungsleiter und dann stellvertretender Staatssekretär war. Zwischen 1996 und 2000 war er Stadtkämmerer von Kopenhagen. In den folgenden Jahren arbeitete er in führenden Managementpositionen bei Falck A/S, Dong Energy, global gas partners und von 2014 bis 2020 bei Gazprom. Daneben war er Mitglied in den Verwaltungsräten zahlreicher Unternehmen.
Medienberichte, dass er seit 2021 der für den wirtschaftlichen Betrieb zuständige Geschäftsführer der Stiftung Klima- und Umweltschutz MV gewesen sein soll, wurden von ihm dementiert. Tatsächlich handelt es sich bei dem bis dahin geheimgehaltenen Geschäftsführer um Steffen Petersen.